# Wet van Graham
De wet van Graham, ook wel Grahams wet van effusie genoemd, is een natuurkundige wet die in 1829 geformuleerd werd door de Schotse scheikundige Thomas Graham. Graham kwam er tijdens een experiment achter dat de mate van effusie (uitstroom) van een gas omgekeerd evenredig is met de wortel van de massa van zijn delen. In formule luidt de wet:
{\displaystyle {{\mbox{Effusiesnelheid}}_{1} \over {\mbox{Effusiesnelheid}}_{2}}={\sqrt {M_{2} \over M_{1}}}}
waarin:
- {\displaystyle {\mbox{Effusiesnelheid}}_{1}} de mate van effusie van het eerste gas is;
- {\displaystyle {\mbox{Effusiesnelheid}}_{2}} de mate van effusie van het tweede gas is;
- {\displaystyle M_{1}} de molaire massa van het eerste gas is;
- {\displaystyle M_{2}} de molaire massa van het tweede gas is.